# Нос (приповетка)
Нос је сатирична приповетка Николаја Гогоља написана за време његовог боравка у Санкт Петербургу. Током овог периода, Гогољева дела су првенствено била усмерена на гротескно и апсурдно, са романтичним заокретом. Написан између 1835. и 1836. године, која је била веома значајна за њега као писца. Наиме, те 1835. године, Гогољ је објавио и две књиге приповедака под насловом Миргород у којој се налазе приче Виј, Старовременске спахије, као и по многима његова најбоља хумористичка приповетка Како су се завадили Иван Иванович и Иван Никифоревич. Нос јесте надреални приказ губитка носа колешког асесора, односно мајора Коваљова.
Написавши Нос, Гогољ је успео уз помоћ горке ироније и хумора да укаже на бесмисао друштвених положаја, титула и уопште човековог преозбиљног гледања на самог себе и своју важност у друштву. Прича је потпуно надреална и гротескна, али приказана на веома детаљан и реалистичан начин.
Приповетку Нос први пут објављује 1836. године.

## Историја стварања
Николај Гогољ је дело написао током 1832-1834. Идеја приче настала је из неоствареног комада Владимир III степена. Аутор је 1835. желео да објави роман у часопису „Московски посматрач„, али је управа часописа то одбила, називајући дело лошим и баналним. Касније, 1836. године, дело је објављено у часопису „Савременик„ који је издавао Александр Пушкин .
Прича је претворена у цензурски споразум. Финале и локације неких догађаја су промењени. На пример, у цензурисаној верзији приче, протагониста се пробудио и испоставило се да је све то био сан. Такође, уместо у Казанску катедралу, догађаји су премештени у Пансион.

## Тема
Прича почиње тако што се берберин Иван Јаковљевич буди, привучен мирисом тек испеченог хлеба, седа за сто, сече парче хлеба и проналази нос. На другој страни града Коваљов претходно пожелевши да погледа бубуљицу која му је претходно вече искочила на носу, запрепашћен схвата да нема нос. Мајор Коваљов забринут како ће јавност реаговати на његов губитак носа пријављује случај полицији. Његов нос бива виђен како слободно шета улицама Петрограда... 

## Ликови
- Платон Кузмич Коваљов - главни лик
- Иван Јаковлевич је берберин
- Олександра Грихоривна Пидточина је штабни официр
- Полицајац